# Budisava
Budisava (izvirno srbsko Будисава; madžarsko Tiszakálmánfalva, nemško Waldneudorf) je naselje v Srbiji, ki upravno spada pod Občino Novi Sad; slednja pa je del Južnobačkega upravnega okraja.

## Demografija
V naselju Budisava živi 3012 polnoletnih prebivalcev, pri čemer je njihova povprečna starost 38,0 let (36,8 pri moških in 39,3 pri ženskah). Naselje ima 1196 gospodinjstev, pri čemer je povprečno število članov na gospodinjstvo 3,20.
Prebivalstvo je zelo nehomogeno, a v času zadnjih 3 popisov je opazen porast števila prebivalcev.
|  |

| Demografija | Demografija     | Demografija     |
| Leto        | Št. prebivalcev | Št. prebivalcev |
| ----------- | --------------- | --------------- |
|             |                 |                 |
|             |                 |                 |
|             |                 |                 |
|             |                 |                 |
| 1948        | 2090            |                 |
| 1953        | 2122            |                 |
| 1961        | 2476            |                 |
| 1971        | 2825            |                 |
| 1981        | 3502            |                 |
| 1991        | 3685            | 3583            |
| 2002        | 3936            | 3825            |
|             |                 |                 |

| Etnična sestava po popisu iz leta 2002 | Etnična sestava po popisu iz leta 2002 | Etnična sestava po popisu iz leta 2002 | Etnična sestava po popisu iz leta 2002 | Etnična sestava po popisu iz leta 2002 |
| -------------------------------------- | -------------------------------------- | -------------------------------------- | -------------------------------------- | -------------------------------------- |
| Srbi                                   | Srbi                                   |                                        | 2.260                                  | 59,08%                                 |
| Madžari                                | Madžari                                |                                        | 1.204                                  | 31,47%                                 |
| Jugoslovani                            | Jugoslovani                            |                                        | 102                                    | 2,66%                                  |
| Ukrajinci                              | Ukrajinci                              |                                        | 60                                     | 1,56%                                  |
| Hrvati                                 | Hrvati                                 |                                        | 35                                     | 0,91%                                  |
| Čehi                                   | Čehi                                   |                                        | 17                                     | 0,44%                                  |
| Črnogorci                              | Črnogorci                              |                                        | 12                                     | 0,31%                                  |
| Rusini                                 | Rusini                                 |                                        | 10                                     | 0,26%                                  |
| Romi                                   | Romi                                   |                                        | 9                                      | 0,23%                                  |
| Nemci                                  | Nemci                                  |                                        | 9                                      | 0,23%                                  |
| Slovenci                               | Slovenci                               |                                        | 7                                      | 0,18%                                  |
| Muslimani                              | Muslimani                              |                                        | 6                                      | 0,15%                                  |
| Makedonci                              | Makedonci                              |                                        | 6                                      | 0,15%                                  |
| Slovaki                                | Slovaki                                |                                        | 3                                      | 0,07%                                  |
| Rusi                                   | Rusi                                   |                                        | 2                                      | 0,05%                                  |
| Romuni                                 | Romuni                                 |                                        | 1                                      | 0,02%                                  |
| Neznano                                | Neznano                                |                                        | 22                                     | 0,57%                                  |